# Ziba Ganieva
Ziba Ganieva (in azero Ziba Paşa qızı Qəniyeva, in russo Зиба Паша кызы Ганиева?; Şamaxı, 20 agosto 1923 – Mosca, 2010) è stata una militare sovietica di etnia azera, tiratrice scelta in forza all'Armata Rossa durante la seconda guerra mondiale.
Uccise 21 soldati nemici durante la seconda guerra mondiale e dopo la guerra divenne una filologa.

## Biografia
Nata da padre azero e da madre uzbeka, nel 1937 fu ammessa ai corsi di danza della Filarmonica uzbeka, appena fondata. Nel 1940 si trasferì a Mosca, dove si iscrisse all'Università russa di arti teatrali, ma si arruolò volontariamente nell'esercito il 7 novembre 1941, poco dopo l'inizio delle ostilità sul fronte orientale della seconda guerra mondiale, in compagnia di Nina Solova, che divenne anch'ella una cecchina.
Durante la guerra Ganieva fu un'operatrice radio e una spia che attraversò la linea del fronte 16 volte, recando ai suoi commilitoni importanti informazioni sul nemico. Combatté sia sul fronte nordoccidentale che su quello di Leningrado, partecipò alla battaglia di Mosca e risultò tra i migliori cecchini della sua divisione.
Il servizio militare di Ziba fu interrotto dopo che fu gravemente ferita durante un'operazione di ricognizione nei sobborghi di Mosca nel 1942. Fu soccorsa sul campo di battaglia e trascorse 11 mesi in ospedale.
Negli anni di belligeranza la sua foto apparve sulla Komsomol'skaja Pravda e sulla copertina della rivista Ogonëk.
Dopo la guerra conseguì la laurea in filologia. Dal 1955 al 1956 fu a capo del dipartimento di lingua e letteratura dell'Accademia della pubblica amministrazione dell'Azerbaijan, poi lavorò come ricercatrice all'Istituto di studi orientali dell'Accademia sovietica delle scienze.

## Pubblicazioni
- Qorkinin dekadentçiliyə və naturalizmə qarşı mübarizəsi (La lotta di Gorky contro il decadentismo e il naturalismo), "Azərbaycan", 1955, №6
- О сатире Горького в период первой русской революции (Sulla satira di Gorky nel periodo della prima rivoluzione russa), "Литературный Азербайджан", 1955, №12
- Страницы из истории революционной поэзии на урду (Pagine di storia della poesia rivoluzionaria in urdu), "Народы Азии и Африки", 1970, №2